# Ulrike Bruns
Ulrike Bruns, nata Klapezynski (Cottbus, 17 novembre 1953) è un'ex mezzofondista tedesca.

## Palmarès

### Olimpiadi
- 1 medaglia:
  - 1 bronzo (Montréal 1976 nei 1500 metri piani)

### Mondiali
- 1 medaglia:
  - 1 bronzo (Roma 1987 nei 3000 metri piani)

### Europei
- 1 medaglia:
  - 1 argento (Stoccarda 1986 nei 10000 metri piani)

### Europei indoor
- 1 medaglia:
  - 1 oro (Milano 1978 negli 800 metri piani)

## Altre competizioni internazionali
1975
- Coppa Europa di atletica leggera ( Nizza)

1977
- Coppa Europa di atletica leggera ( Helsinki)

1981
- Coppa Europa di atletica leggera ( Zagabria)

1983
- Coppa Europa di atletica leggera ( Londra)

1987
- Coppa Europa di atletica leggera ( Praga)